# Петров, Николай Титович
Николай Титович Петров (1892—1954) — белорусский советский хирург, заслуженный деятель науки БССР, заслуженный врач БССР.

## Биография
Николай Петров родился 19 декабря 1892 года в Санкт-Петербурге. В 1910 году он окончил гимназию, в 1915 году — Военно-медицинскую академию. Участвовал в Первой мировой войне, будучи ординатором военно-полевого госпиталя на Западном фронте. В 1918 году пошёл на службу в Рабоче-крестьянскую Красную Армию, участвовал в боях Гражданской войны.
После демобилизации в 1921 году Петров переехал в Белоруссию и устроился на работу ординатором Витебской городской больницы имени М. И. Калинина. С 1928 года он возглавлял хирургическое отделение Витебской детской больницы, а с 1934 года был ассистентом кафедры Витебского государственного медицинского института. Под руководством Петрова была создана Витебская областная станция переливания крови, начат приём больных костным туберкулёзом в Витебском туберкулёзном диспансере. Учился методике операций на головном и спинном мозге у Николая Бурденко, после чего первым в Витебске начал их проводить. С 1935 года доцент Николай Петров заведовал кафедрой общей хирургии Витебского государственного медицинского института. В 1937 году он защитил кандидатскую, а в 1940 году — докторскую диссертации, а в 1941 году был утверждён в должности профессора.
В начале Великой Отечественной войны Петров был отправлен в эвакуацию на Урал, работал профессором на кафедре факультетской хирургии Свердловского государственного медицинского института. Занимался лечебной, профилактической и консультативной деятельностью в военных госпиталях.
Когда в конце 1943 года в Ярославле был воссоздан Минский государственный медицинский институт, Петров возглавил в нём кафедру факультетской хирургии. С осени 1944 года институт базировался в Минске.
Под руководством Петрова была создана образцовая клиническая хирургическая база института, защищены четыре кандидатские диссертации. Являлся автором более чем 30 научных работ в области хирургии. Будучи практикующим хирургом, Петров предложил несколько прогрессивных усовершенствований хирургических операций на желудке и при нагноениях конечностей, что позволило снизить количество осложнений и летальности операций.
С 1944 года Петров занимал должность проректора по научно-учебной работе Минского государственного медицинского института. В качестве представителя Белорусской ССР участвовал в работе I Ассамблеи Всемирной Организации Здравоохранения при Организации Объединённых Наций. Скончался 19 декабря 1954 года, похоронен на Военном кладбище Минска.
Заслуженный врач Белорусской ССР (1948), Заслуженный деятель науки Белорусской ССР (1949). Был награждён орденами Красного Знамени, Трудового Красного Знамени, Красной Звезды, «Знак Почёта», двумя медалями.